# Pedro Julio Collado Vides
Pedro Julio Collado Vides (Guatemala, 14 de febrero de 1957) es un biomédico, fisicoquímico, investigador, catedrático y académico guatemalteco nacionalizado mexicano desde 1985. Se ha especializado en la investigación de ciencias genómicas, bioinformática y fijación del nitrógeno.

## Estudios y docencia
Realizó sus estudios en la Universidad Nacional Autónoma de México obteniendo una licenciatura en investigación biomédica básica, una maestría en fisicoquímica y un doctorado en investigación biomédica. Realizó estudios posdoctorales en el Instituto Tecnológico de Massachusetts (MIT). En 1988 fue becario Internacional Fogarty por los Institutos Nacionales de Salud (NIH).
En 1992 obtuvo la beca Guggenheim para trabajar en el Centro de Investigaciones sobre Fijación de Nitrógeno del Campus Morelos de la UNAM, en Cuernavaca. Ha impartido cátedra en la Facultad de Ciencias de su alma mater en la licenciatura de ciencias genómicas y en el programa de doctorado en ciencias biomédicas.

## Investigador y académico
En 1992 fue nombrado investigador “A” en la Universidad Nacional Autónoma de México. Fue investigador del Centro de Ciencias Genómicas de la UNAM, en donde dirigió el Programa de Genómica Computacional. Es investigador nivel III del Sistema Nacional de Investigadores. De 1999 a 2002 fue miembro de la International E.Coli Alliance. En el año 2000, su laboratorio Nodo Nacional de Bioinformática obtuvo el reconocimiento del agrupación de la red europea de bioinformática EMBnet. Fue fundador y presidente, de 2001 a 2004, de la Sociedad Mexicana de Ciencias Genómicas. En 2002 fue miembro invitado de la mesa de directores de la International Society for Computational Biology. En 2009 fue fundador y presidente de la Sociedad Iberoamericana de Bioinformática. Es miembro de la Academia Mexicana de Ciencias y de la Academia de Ciencias de Morelos A.C.
Realizó una demostración matemática para obtener un modelo gramatical de la regulación genética, el cual ha sido base de diversos algoritmos para genomas microbianos. Participó en los trabajos de investigación y análisis de la secuenciación del genoma de Rhizobium etli y del genoma de Escherichia coli.

## Obra publicada
Ha publicado más de cien artículos en revistas, trece capítulos para diferentes libros y ha editado dos libros, los cuales han sido citados por revistas de prestigio internacional en más de tres mil quinientas ocasiones. Los títulos de sus libros son:
- Enfoques integrativos en biología molecular (1996).
- Gene Regulation and Metabolism: Post-Genomic Computational Approaches (2002).

## Premios y distinciones
- Premio Weizmann por la mejor tesis doctoral en el área de Ciencias Naturales en 1990, por la entonces Academia de la Investigación Científica de México.
- Premio Universidad Nacional en Investigación en Ciencias Naturales por la Universidad Nacional Autónoma de México (UNAM) en 2004.
- Visiting Professorship, por la Universidad de Harvard en 2007.
- Premio Scopus de Elsevier por la Editorial Elsevier en 2007.
- Reconocimiento Thomson Reuters-Cinvestav, por el artículo más citado en la última década en el área de biología molecular por el Centro de Investigación y de Estudios Avanzados del Instituto Politécnico Nacional.
- Premio Nacional de Ciencias y Artes en el área de Ciencias Físico-Matemáticas y Naturales por el gobierno de México en 2011.[5]